# Retro-Rallye-Serie
Die ADAC Retro-Rallye-Serie (abgekürzt RRS) ist eine Gleichmäßigkeitsrallyeserie, die im Jahre 2006 durch die Sportabteilung des ADAC Pfalz e. V. gegründet wurde. In der Retro-Rallye-Serie werden Gleichmäßigkeits-Veranstaltung für Fahrzeuge, die mindestens 20 Jahre alt sind veranstaltet. Bei den Retro-Rallyes kommt es nicht auf das Erzielen von Höchstgeschwindigkeiten oder Bestzeiten an.
Die Gleichmäßigkeitsprüfungen finden im Rahmen von Bestzeitrallyes statt. Die abgesperrten Wertungsprüfungen (WPs) werden mit einer Durchschnittsgeschwindigkeit von maximal 50 km/h (ohne geheime Zeitkontrollen) gefahren. Bei den Veranstaltungen kommt es nicht auf das Erzielen von Höchstgeschwindigkeiten oder Bestzeiten an.

## Geschichte

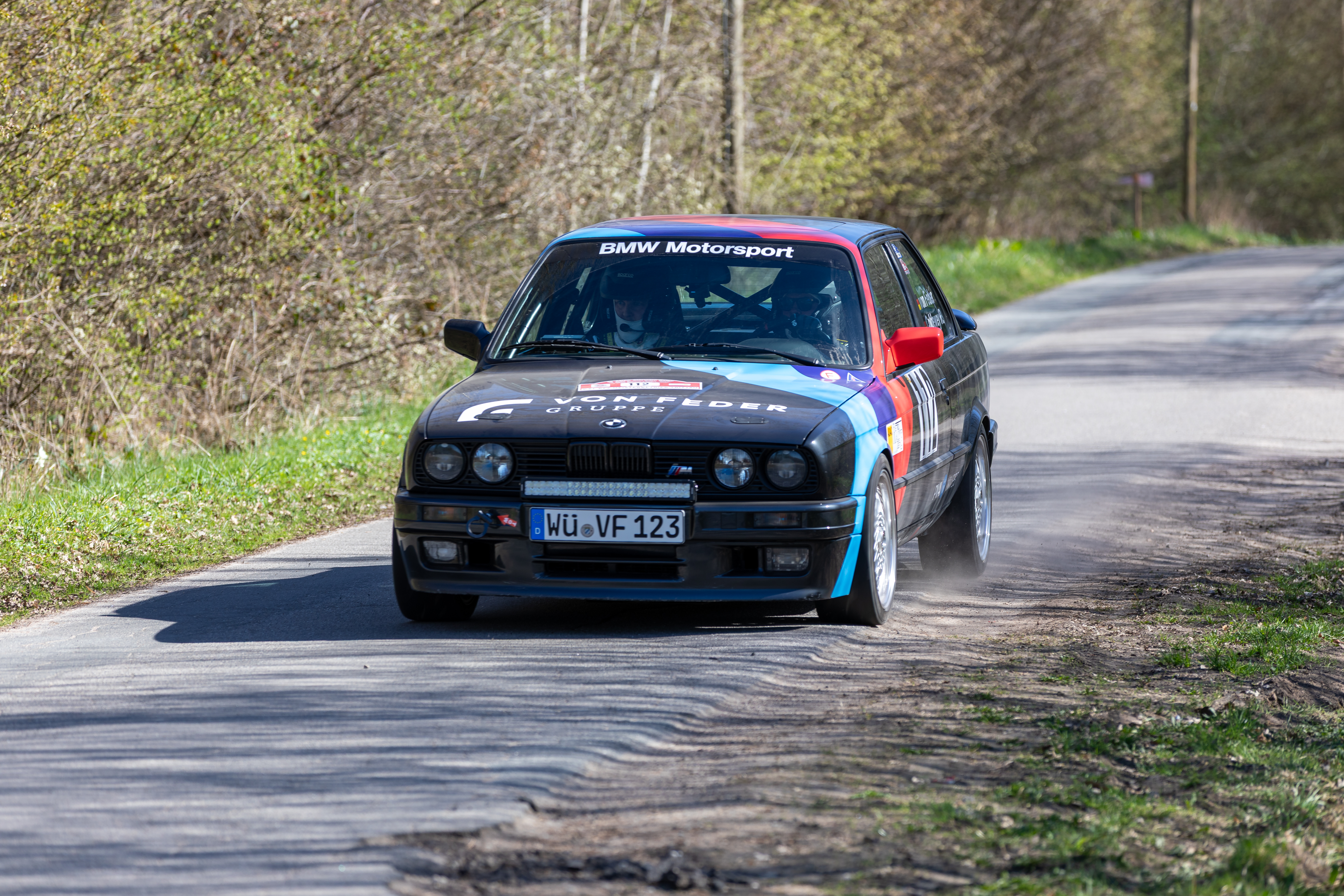
BMW M3 auf der zur Serie zählenden Stormarn Retro

2001 wurde in Deutschland mit dem Historic Rallye Cup die erste deutsche Sollzeit Gleichmäßigkeitsrallyeserie gegründet. Hier konnten die späteren Gründer der RRS Klaus F. Raschig (Ludwigshafen) und Helmut Rotzal (Limburgerhof) 2005 dem Meistertitel holen. Im Jahr 2006 gründet Helmut Rotzal als Leiter der Abteilung Motorsport des ADAC Pfalz zusammen mit Werner Mayer, Andreas Schwalie und Daniel Keller die Retro-Rallye-Serie. 
Im ersten Jahr werden 3 Läufe gefahren, bei denen Starterzahlen von 5 bis 10 Teams erreicht werden. Als erster Meister steht 2006 Herbert Schmidt auf seinem Porsche 914 fest.
2007 wird bereits mit 6 Läufen geplant, bei denen aber die Veranstalter noch damit Probleme haben 2 Rallyes während einer Veranstaltung unter einen Hut zu bringen. Herbert Schmidt wiederholt seinen Vorjahressieg in der Meisterschaft.
2008 werden zum ersten Mal 7 Läufe gefahren und mit Starterzahlen von bis zu 36 Teams etabliert sich die Serie immer mehr im Süddeutschen Raum. Meister werden Edwin Bingel und Martin Bernhard aus Nidda auf ihrem Opel Ascona 400. Mit 8 Läufen geht es 2009 bereits in die 4 Saison und mit Änderungen wie z. B. einem permanenten RRS-Beauftragten werden auch von der Veranstalter-Seite Änderung durchgeführt. Beim Saisonstart der Rallye Südliche Weinstraße wird mit einem Starterfeld von 59 Teilnehmern ein neuer Rekord verzeichnet. Herbert Schmidt kann seinen 2 Meistertitel nach 2006 einfahren.
2010 steht der große Umbruch an, zum ersten Mal werden eine RRS-Nord und eine RRS-Süd ausgeschrieben um die Retro-Rallyes auch im Norden zu etablieren. Bei der Rallye Südliche Weinstraße wird bei 80 Startern die Nennungsliste geschlossen, da mehr Teilnehmer nicht mehr problemlos durch die Veranstaltung gebracht werden können. Meister wird Thomas Gutheil auf einer Toyota Celica, der sich ohne Gesamtsieg aber mit stetig guten Platzierung von der Konkurrenz absetzten kann. Insgesamt wurden 2010 171 Fahrer und Beifahrer gewertet.
In 2011 wird die RRS um Lizenzpflicht und einen permanenten Technischen Kommissar erweitert und dem Ablauf der Veranstaltung weiter zu verbessern.

## Meister der Retro-Rallye-Serie

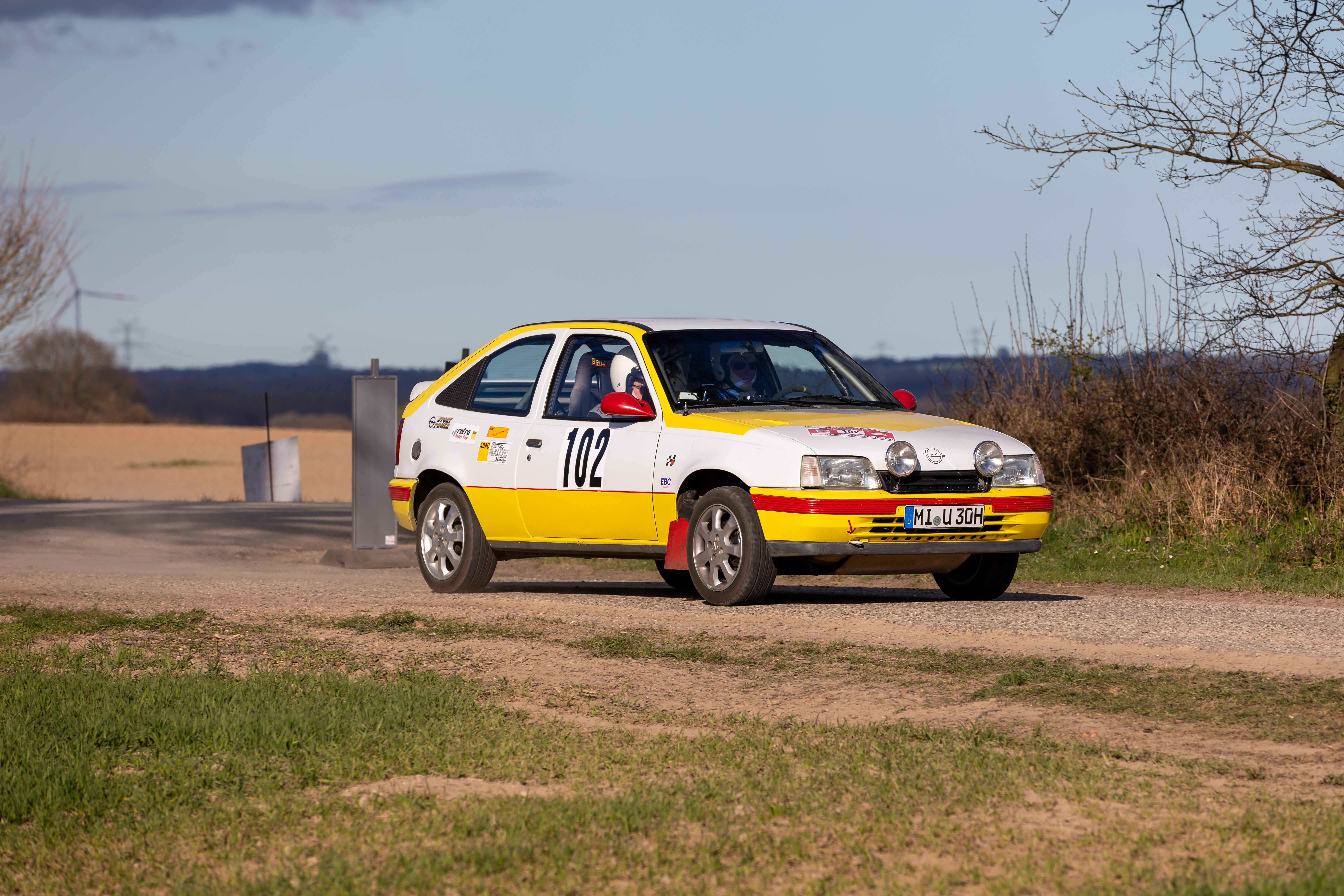
Opel Kadett E von Erwin Sassenberg und Regina Breder

| Jahr | Region | Meister                           | Fahrzeug      |
| ---- | ------ | --------------------------------- | ------------- |
| 2006 | Süd    | Herbert Schmidt                   | Porsche 914   |
| 2007 | Süd    | Herbert Schmidt & Isabell Schmidt | Porsche 914   |
| 2008 | Süd    | Edwin Bingel & Martin Bernhardt   | Opel Ascona B |
| 2009 | Süd    | Herbert Schmidt                   | Porsche 911   |
| 2010 | Süd    | Thomas Gutheil                    | Toyota Celica |
| 2011 | Nord   | Hans-Jürgen & Karin Pfohe         | Opel Corsa    |
| 2011 | Süd    | Hans-Jürgen & Karin Pfohe         | Opel Corsa    |
| 2024 | Nord   | Erwin Sassenberg & Regina Breder  | Opel Kadett E |